# Domaine hospitalier de la Forêt-Chenu
Le domaine hospitalier de la Forêt-Chenu est un territoire appartenant à l'ordre de Saint-Jean de Jérusalem, implantée dans le bourg de Saint-Phal dans le département de l'Aube, en région Champagne-Ardenne.

## Histoire
Le domaine hospitalier de la Forêt-Chenu (Domus Hospitalis La Forêt-Chenue), situé sur la paroisse de Saint-Phal, appartenait à l'ordre de Saint-Jean de Jérusalem. Le commandeur y avait, comme au Perchoir, la haute, moyenne et basse justice.
Le domaine se composait de deux métairies, consistant en 216 arpents de terre, au chemin de La Perrière.
Le revenu de la Forêt-Chenue était de 250 livres en 1757 et de 450 livres en 1782.
Il reste aujourd'hui encore un hameau du même nom situé sur les communes de Saint-Phal et de Chamoy.